# Sant Pere de Montfullà
Sant Pere de Montfullà és un monument del municipi de Bescanó (Gironès) inclòs en l'Inventari del Patrimoni Arquitectònic Català. Les primeres notícies referides a la parròquia daten del 882 quan el bisbe Teuter donà diversos delmes d'aquesta església a la Seu de Girona. El 1058 la comtessa Ermessenda de Carcassona la restitueix al bisbe Berenguer. També és citada en l'homenatge prestat per Guillem Castell a favor de Pere de Carcassona, bisbe de Girona. Sembla que la primitiva església romànica a la qual pertanyen algunes parts dels murs de l'actual.
S'accedeix al temple per una llarga escalinata entre dues terrasses que fan de mirador. L'edifici és d'una sola, amb volta seguida d'arestes, que es comunica per arcs de mig punt amb les quatre capelles laterals. La capçalera és carrada i als peus hi ha el cor. El parament emblanquinat ha estat repicat en algunes parts per deixar veure l'aparell de pedres irregulars. La façana és senzilla i té una porta rectangular amb una petita fornícula que conté una imatge i al capdamunt un rosetó. A l'esquerra s'alça el campanar de planta quadrada i arcs lleugerament trilobats.